# Phyllophaga cneda
Phyllophaga cneda är en skalbaggsart som beskrevs av Saylor 1940. Phyllophaga cneda ingår i släktet Phyllophaga och familjen Melolonthidae. Inga underarter finns listade i Catalogue of Life.